# Tassé

Tassé este o comună în departamentul Sarthe, Franța. În 2009 avea o populație de 303 de locuitori.